# Zweedse Academie van Wetenschappen

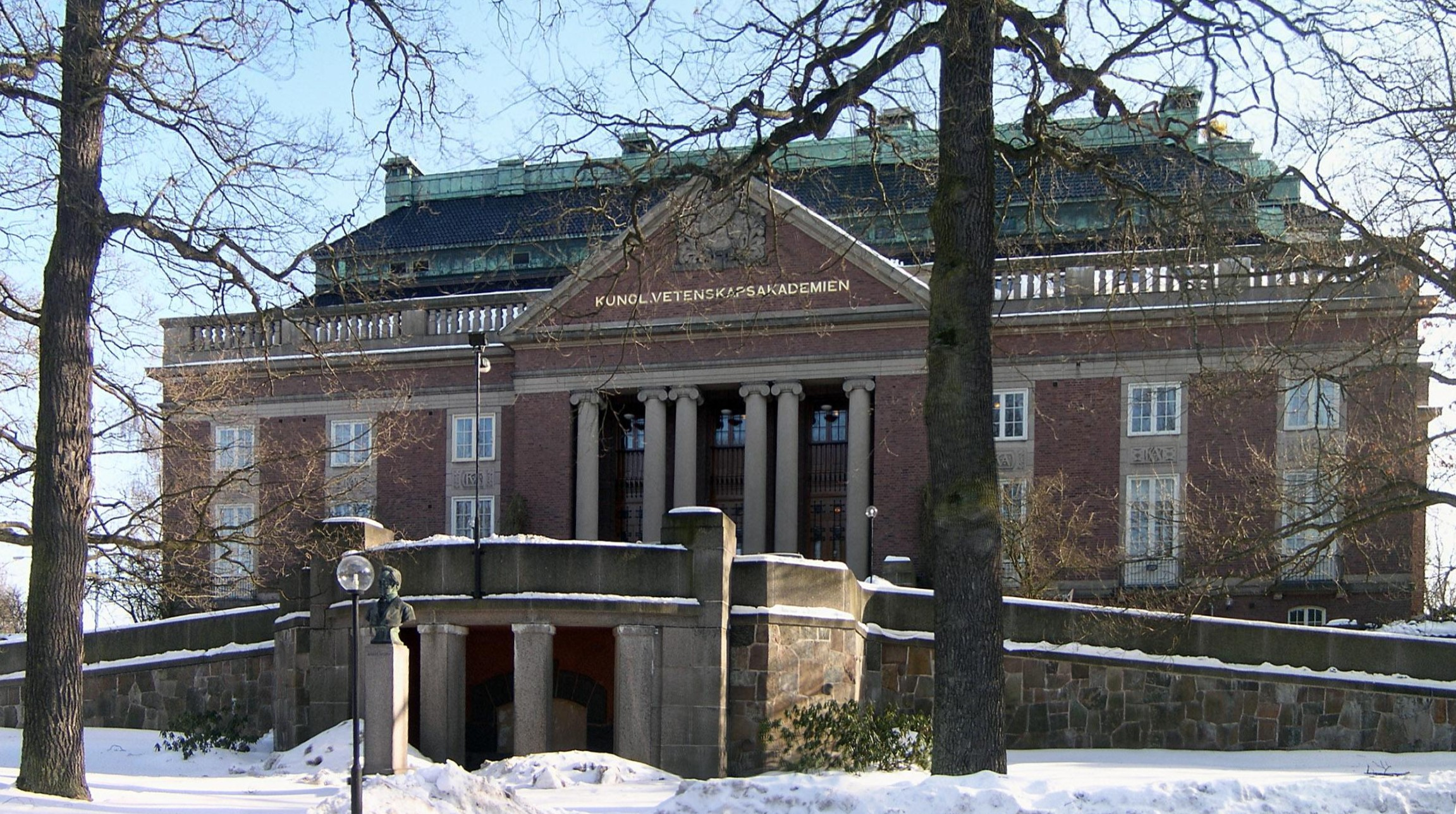
Koninklijke Zweedse Academie voor Wetenschappen

De Koninklijke Zweedse Academie van Wetenschappen (Zweeds: Kungliga Vetenskapsakademien, KVA) is een van de Koninklijke Zweedse Academies. De academie is een onafhankelijke wetenschappelijke organisatie die los staat van de overheid, en als doel heeft de wetenschappen te bevorderen. Hiertoe ontwikkelt de academie diverse activiteiten, waarbij onder meer de nadruk wordt gelegd op het bevorderen van interesse, jonge wetenschappers, wetenschappelijke discussie en de verspreiding van de wetenschap. In Engelstalige correspondentie hanteert de academie de naam 'Royal Swedish Academy of Sciences'.
De academie werd in 1739 als de Vetenskapsakademien opgericht door Carl Linnaeus (natuuronderzoeker), Jonas Alströmer (landbouwkundige en industrieel), Mårten Triewald (technisch ingenieur), en de politicus Anders Johan von Höpken. De academie was vormgegeven naar Frans en Engels model. Alströmer doneerde op de eerste bijeenkomst een schimmel aan de collectie van de academie. Deze collectie zou uitgroeien tot het Naturhistoriska riksmuseet, waar de door Alströmer gedoneerde schimmel nog steeds wordt bewaard.
De Academie participeert ook, via het Beijer Institute of Ecological Economics, in het Stockholm Resilience Centre.
De academie kent verschillende commissies, waarvan de commissies die prijzen toekennen ongetwijfeld het bekendst zijn. Drie van de nobelprijzen worden toegekend door een commissie van deze academie.
Commissies van de academie die bekende internationale prijzen toekennen:
- De Nobelprijs voor natuurkunde en scheikunde[3]
- Prijs van de Zweedse Rijksbank voor economie (ook wel de Nobelprijs voor Economie)[4]
- Crafoordprijs[5]
- Rolf Schockprijs voor logica en filosofie[6]
- Gregori Aminoffprijs voor kristallografie[7]
- Oskar Klein-medaille

De academie kent ook nationale prijzen toe:
- Göran Gustafssonprijs voor onderzoek in de natuurwetenschappen en geneeskunde
- Söderbergprijs voor economie of jurisprudentie
- Tage Erlanderprijs voor natuurkunde, scheikunde, technologie en biologie
- Ingvar Lindqvistprijs voor docenten in natuurkunde, scheikunde, biologie en wiskunde